# Ritme circadiari

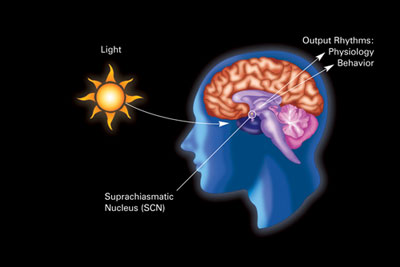
Diagrama que il·lustra la influència de la llum i la foscor en els ritmes circadiaris i la fisiologia i comportaments relacionats a través del nucli supraquiasmàtic en humans

Un ritme circadiari (del llatí circa i die) és un cicle d'aproximadament vint-i-quatre hores amb els inherents processos bioquímics, fisiològics o de comportament. Es troben ritmes circadiaris en animals, plantes, fongs i cianobacteris. La cronobiologia estudia aquest cicle i d'altres de diferent durada.
Els ritmes circadiaris es generen de manera endògena i poden ser activats per estímuls externs, el principal dels quals és la llum.

## Història
Al segle iv aC, les tropes d'Alexandre Magne varen observar que les fulles de l'arbre tamarind es movien amb cicles diürns. La primera observació moderna d'oscil·lacions circadiàries, la va fer al segle xvii Jean-Jacques d'Ortous de Mairan, en comprovar que les fulles de la planta Mimosa pudica continuaven movent-se segons el ritme dia/nit si la planta es mantenia en la foscor.
El 1896, G.T.W. Patrick i J.A. Gilbert van observar que, si es priva una persona de dormir durant un temps prolongat, la somnolència que experimenta augmenta i disminueix en períodes d'aproximadament vint-i-quatre hores.
J. S. Szymanski el 1918 observà el ritme circadiari en animals que es mantenia encara que no hi hagués estímuls externs com el de llum o temperatura. Joseph Takahashi descobrí la base genètica d'aquest ritme en animals de laboratori el 1994.

## Criteris
Perquè un ritme biològic pugui considerar-se circadiaris genuïns d'altres coincidents o aparents es fan servir tres criteris: 1) El ritme persisteix en absència d'estímuls exteriors, 2) persisteixen amb la mateixa precisió en un marge de temperatures, i 3) els ritmes poden ser ajustats al temps local.

## Importància en els animals
Els patrons de dormir o d'alimentar-se presenten ritmes circadiaris; també influeixen en la temperatura del cos, l'activitat del cervell, la producció d'hormones, la regeneració cel·lular i altres activitats biològiques. A més, el fotoperiodisme, la reacció fisiològica dels organismes a la llargada del dia o la nit, és vital per a plantes i animals, i el sistema circadiari té un paper en el mesurament i interpretació de la llargada del dia.

### Impacte del cicle llum/foscor
El ritme circadiari està lligat al cicle llum/foscor. Els animals, incloent-hi els humans, resten en foscor total per llargs períodes. Els estímuls ambientals que cada dia ressituen els seus ritmes i s'anomenen zeitgeber (de l'alemany, Zeitgeber, 'donador de temps'). Cal tenir en compte que mamífers totalment cecs i subterranis, com els del gènere Spalax, són capaços de mantenir el seu rellotge biològic sense estímuls aparents.

## Rellotge biològic en els mamífers
El principal «rellotge» circadiari en mamífers està ubicat al nucli supraquiasmàtic, un parell de grups diferenciats de cèl·lules ubicades a l'hipotàlem. La destrucció del nucli supraquiasmàtic causa la completa absència d'un cicle regular de son/vigília. L'esmentat nucli rep informació sobre la il·luminació a través dels ulls. La retina dels ulls conté, a més dels fotoreceptors «clàssics» (els cons i els bastons), uns altres amb un pigment anomenat melanopsina, que porten al nucli supraquiasmàtic.
El nucli supraquiasmàtic agafa la informació de la durada del dia de la retina, la interpreta i la passa a la glàndula pineal ubicada al cervell. En resposta, la glàndula pineal secreta l'hormona melatonina. Això informa sobre la durada de la nit.
Els ritmes circadiaris humans poden ser lleugerament més llargs o més curts que les 24 hores terrestres. Investigadors de la Universitat Harvard, recentment, han mostrat que les persones poden tenir un cicle entre de 23,5 hores a 24,65 hores (aquests darrers tindrien el dia natural del planeta Mart).

## Salut humana
L'administració de fàrmacs en coordinació amb el rellotge biològic en pot augmentar considerablement l'eficàcia i reduir-ne la toxicitat.
Un gran nombre d'estudis mostren que una lleugera migdiada no afecta el ritme circadiari, però pot reduir l'estrès i augmentar la productivitat.
Hi ha diverses malalties associades amb molèsties del ritme circadiari; en conjunt s'anomenen trastorns del ritme circadiari de son-vigília. Els ritmes circadiaris són crucials per a mantenir un estat de consciència El trastorn horari o jet lag és degut a un trencament dels ritmes circadiaris. El trastorn bipolar i altres problemes d'insomni estan associats amb el funcionament irregular o patològic dels ritmes circadiaris i, en el cas dels pacients bipolars, l'administració de liti té una influència positiva en el rellotge biològic.
El trencament del ritme circadiari a llarg termini pot provocar o exacerbar malalties coronàries. La supressió de la producció de melatonina associada amb el trencament del ritme circadiari pot augmentar el risc de càncer.